# Josef Modl (Sänger)

Josef Modl (links) mit dem Komponisten Karl Kratzl

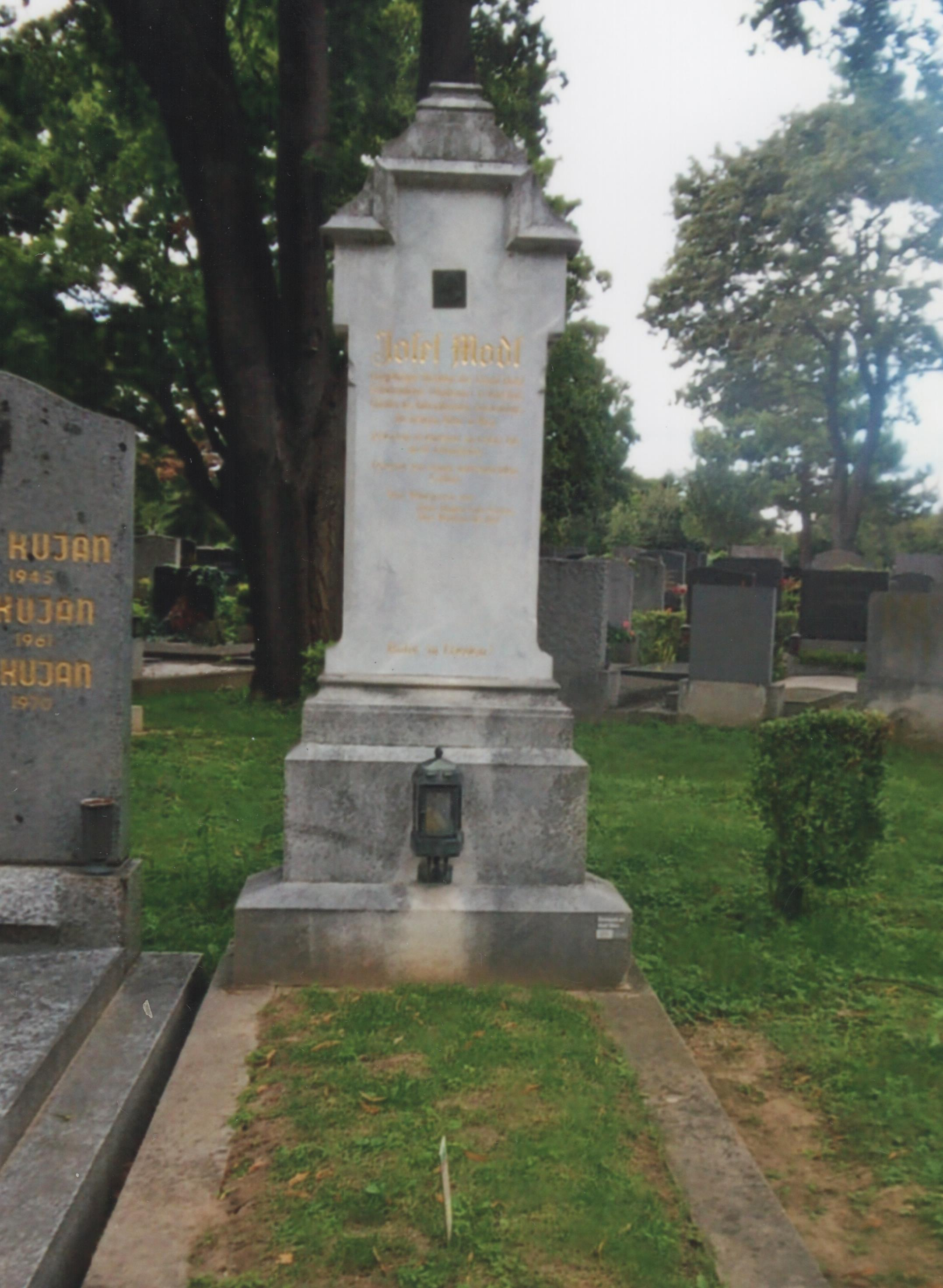
Grabstätte von Josef Modl

Josef Modl (* 18. März 1863 in Wien; † 1. März 1915 in Karlsbad, Böhmen), auch „der fidele Peperl“ genannt, war einer der bekanntesten Wiener Volkssänger gegen Ende des 19. Jahrhunderts. Neben Wien spielte er häufig im liberaleren Budapest, das über einen großen deutschsprachigen Bevölkerungsanteil verfügte. Zudem absolvierte er häufig Tourneen, an denen er Monat für Monat andere große Vergnügungsetablissements in Städten Österreich-Ungarns bespielte.

## Leben und Wirken
1884 wurde er an Drexler’s Singspielhalle im Wiener Prater engagiert. Dort war das „lustige Wienerkind“ und Charakterkomiker der „Liebling aller Lehrbuben und Schneidermamsellen“. In Budapest bespielte er beispielsweise 1887 Pruggmayers Orpheum. Die Presse lobte ihn als „Charakterkomiker in dem Sinne, dass die von ihm zur Geltung gebrachten Typen wirkliche Wiener Volkscharaktere und keine Karikaturen sind. Einzelne seiner Vorträge, die er zumeist selbst verfasst, zeigen von einer sehr scharfen Beobachtungsgabe, von einem natürlichen, ungekünstelten Witz […]“.
1889 traf Modl, der in Budapest ein Gastspiel in Samossy’s Hauptstädtischem Orpheum absolvierte, auf den Singspielhallenkonzessionär Bernhard Lautzky. Dieser war auf der Suche nach geeigneten Sängern und Komikern für ein neues Ensemble. Modl unterstützte Lautzky hierbei und wurde anschließend künstlerischer Leiter sowie einer der Sänger der neu gegründeten Budapester Orpheumgesellschaft. Er verließ dieses ursprünglich nur als Sommergastspiel geplante Ensemble Ende 1889 oder Anfang 1890 wieder, da er ans Etablissement Ronacher engagiert wurde, wo er in den folgenden Jahren – etwa bis um 1900 – den Höhepunkt seiner Karriere erlebte.
In den ersten Jahren des 20. Jahrhunderts leitete er gemeinsam mit seiner Frau das Karlsbader Orpheum. Vor 1912 war er unbestimmte Zeit lang bei einer monatlichen Gage von 2.000 Kronen am Fövarosi Orpheum in Budapest engagiert. Danach spielte er eine Zeit lang – maximal bis Ausbruch des Ersten Weltkriegs 1914, als das Gebäude als Kaserne beschlagnahmt wurde – am Kolosseum in Linz, wo er 1.800 Kronen monatlich verdiente.
Josef Modl starb 1915 und wurde in einem ehrenhalber gewidmeten Grab auf dem Wiener Zentralfriedhof beigesetzt (Gruppe 24, Reihe 3, Nummer 43).

## Werke
Eine Auswahl von Couplets die von Josef Modl interpretiert und zum Teil auch selbst verfasst wurden:
- Allerhand Ausreden
- Aus dem Tierreich
- Das ist a Feine
- Das ist der neue Genre
- Das wär a Futter!
- Der Gipfelpunkt der Heiterkeit
- Der lustige Strohwitwer
- Die Hauptsach’ ist die Begleitung
- Ein Gigerl
- Eine geistreiche Geschichte von zehn kleinen Negerlein
- Erlebnisse eines Unerfahrenen
- Gemacht
- Is schon gut
- Man darf sich nicht verfeinden
- So g’frett’ sich halt a jeder fort
- Trink ma no a Flascherl, Musik: Wilhelm Hinsch
- Um den is ewig schad
- Vom 1sten-30sten
- X-Strahlen-Couplet